# A Day at the Races
«A Day at the Races» (укр. «День на скачках») — п'ятий студійний альбом британського рок-гурту «Queen», що вийшов 10 грудня 1976 року на «EMI Records» у Великій Британії та на «Elektra Records» в Сполучених Штатах. Це перший альбом повністю спродюсований «Queen», без залучення першого продюсера гурту Роя Томаса Бейкера. «A Day at the Races» був записаний на «Sarm East», «The Manor» і «Wessex Studios» в Англії, а інженером звукозапису став Майк Стоун. «A Day at the Races» вважається спорідненим з попереднім альбому гурту, «A Night at the Opera» 1975 року, обидва вони були названі за фільмами братів Маркс, а також мають схожий дизайн обкладинок і еклектичні музичні теми.
Альбом очолив чарти Великої Британії, Японії та Нідерландів. Він досяг п'ятого місця в американському чарті «Billboard Top LPs & Tape» і став третім альбомом «Queen», який отримав золоту сертифікацію в США, а потім здобув ще й платиновий статус у цій країні. 2006 року за результатами опитування слухачів, яке проводили BBC Radio 2, «A Day at the Races» посів 67 місце серед найвизначніших альбомом усіх часів.

## Передумови
25 квітня 1976 року «Queen» повернулися до Лондона після виснажливого чотириетапного, шестимісячного турне на підтримку надзвичайно успішного альбому «A Night at the Opera», записаного впродовж літа 1975 року. Гурт вирішив взяти двомісячну перерву. Лише зрідка вони займалися справами, пов'язаними з бізнесом (зокрема, наприкінці квітня знімали промо-відео для альбому з піснею «You're My Best Friend»). Протягом червня гурт почав планувати сесії запису альбому, шукаючи на околицях Великого Лондона підхожу для цього студію звукозапису. 15 червня Роджер Тейлор та Джон Дікон відвідали студію «Sweet Silence» у Данії. Будівництво студії було завершено лише за два місяці до цього. Вони взяли до уваги цю студію, бо їх зацікавила її «свіжа» обстановка.
Після повернення Тейлора та Дікона з Данії 17 червня розпочалися репетиції у студії «Ridge Farm». До цього гурт вже репетирував у цій студії для попереднього альбому у липні 1975 року. Через проблеми з обладнанням, впродовж першого тижня 25 червня гурт найняв Піта Корніша, щоб він допоміг їм в його обслуговуванні. Корніш та «Queen» вже співпрацювали раніше, оскільки його компанія допомагала ремонтувати та виготовляти нове обладнання для гурту у січні 1972 року. На початку липня Браян Мей з невідомих причин вирушив на Мангеттен (де приблизно 6 липня дав інтерв'ю журналу «Circus» в готелі «The Sherry-Netherland»), тоді як решта учасників гурту все ще перебувала у «Ridge Farm», репетируючи для запису альбому. Він повернувся у середині місяця.

## Процес створення
12 липня «Queen» прибули до студії «The Manor» в Оксфордширі, де й розпочали роботу над створенням альбому «A Day At The Races». Продюсера Роя Томаса Бейкера, який брав участь у створенні попередніх альбомів гурту, цього разу не було. Це було пов'язано із завершенням дії контракту з ним на випуск чотирьох альбомів, який він підписав із гуртом 1972 року. Цього разу «Queen» вирішили записати альбом самостійно, за допомогою інженерів Майка Стоуна та Гері Ленгена. Тим часом, після підписання контракту із «CBS Records», Бейкер вирушив до Америки для продюсування нового матеріалу. 19 липня, в день 29-річчя Мея, враховуючи його інтерес до пінгвінів (згідно з листом, написаним для фан-клубу приблизно в цей час), під час запису у студії «The Manor», для «Queen» надіслали поштою предмети, пов'язані з цими птахами, зокрема — велетенського пінгвіна-льодогенератора.
21 липня до студії прибув Крістал Тейлор, один із роуді гурту, який згодом став особистим помічником Тейлора, щоб допомогти з обладнанням і поспостерігати за ходом сесії. Спочатку він планував залишитися на тиждень, але 28 липня гурт попросив його залишитися ще на тиждень. Приблизно цього ж дня гурт вирішив дещо розслабитися від роботи, оскільки вже завершив 6 пісень. Це були пісні «Good Old-Fashioned Lover Boy», «The Millionaire Waltz», «You Take My Breath Away», «White Man» (тоді мала назву «Simple Man»), «Drowse» та скорочена версія «Somebody To Love». З настанням серпня гурт працював над рештою пісень, і завершив роботу над довгою версією «Somebody To Love». Робота над створенням альбому, як і раніше, не особливо напружувала «Queen», тому навіть під час творчо продуктивних днів, гурт іноді дозволяв собі зіграти у більярд або у карти. 8 серпня, під час гри в більярд з Крісталом, Роджер запропонував йому стати його особистим роуді, на що той погодився.
Надалі «Queen» замовив два концерти на 20 та 21 серпня у театрі «Playhouse» в Единбурзі. Гурт навіть сказав виданню «Melody Maker», що під час цих концертів відбудеться презентація деяких матеріалів із альбому. Зрештою, гурт скасував ці концерти, оскільки ще не була готова частина матеріалу, який вони хотів представити на концертах. Натомість «Queen» вирішив провести міні-тур країною у вересні. До 24 серпня у «Queen» були готові як мінімум мінусівки до «Tie Your Mother Down» (ймовірно, з проведеним овердабінгом (музична техніка, коли музичний уривок записується і накладається на основний запис два або більше разів)), «Long Away», «You And I» та «Teo Torriatte (Let Us Cling Together)», зокрема й раніше записаний матеріал, перш ніж вони наступного дня розпочали репетиції літнього міні-туру.
Літній тур розпочався в Единбурзі, де були вперше представлені пісні «Tie Your Mother Down» та «You Take My Breath Away». Під час туру гурт переніс процес запису альбому до студії «Sarm East» і працював там у перервах між концертами (відвідавши близько дев'яти сесій) з 5 по 16 вересня, займаючись овердабами мінусівок. Саме в цей період у мінусівку «The Millionaire Waltz» було додано переважно гітарні овердаби, але композиція так і не була завершена на цьому етапі створення альбому. За цей час було завершено доопрацювання більшості пісень, записаних у липні, а роботу над рештою матеріалу, записаного у серпні, і який не грали наживо, відклали до наступного повноцінного відновлення роботи над альбомом.
Роботу над альбомом поновили 20 вересня на студії «Sarm». У цей період роботи над платівкою гурт почав роботу над овердабінгом незавершеної решти матеріалу та чорновим мікшуванням деяких готових треків. 23 вересня гурт опублікував у музичній пресі повідомлення з подякою своїм шанувальникам за теплий прийом їх виступу на концерті у Гайд-парку 18 вересня (фінальна дата літнього туру). «Tie Your Mother Down» переважно мікшувалася 26 вересня, цього ж дня почалася робота над мікшуванням «Long Away». 29 вересня гурт завершив попереднє мікшування «Somebody To Love». Впродовж наступних кількох тижнів робота над альбомом була відносно спорадичною. 6 жовтня «Queen» відвідали вечірку гурту «Aerosmith».
У середині жовтня гурт переключив свою увагу на роботу над головним синглом альбому, який мав вийти за три тижні. Мікшування синглу проходило з 18 по 24 жовтня. Спочатку була змікшована пісня «Somebody To Love», яку записали у двох окремих частинах. Першу і другу частину було зведено разом і завершено 22 жовтня. Потім вони переключили свою увагу на пісню «White Man», яка була змікшована переважно 23 жовтня і закінчена 24 жовтня. Далі 25 жовтня гурт переїхав до студії «Wessex», щоб розпочати мікшування решти матеріалу альбому. 26 жовтня були змікшовані «Long Away» та «Good Old-Fashioned Lover Boy». 28 жовтня, коли гурт займався мікшуванням треків альбому, його відвели до іншого приміщення студії «Wessex», задля проведення фотосесії. Фотографії, зроблені під час цієї фотосесії, потрапили на внутрішню обкладинку альбому.
Надалі напруження серед учасників гурту, у плані завершення роботи над альбомом, ставало дедалі відчутнішим, оскільки спливав відведений на це термін. Після вихідного дня наприкінці місяця робота одразу ж поновилася. 1 листопада було змікшовано пісню «You Take My Breath Away», а наступного дня закінчено роботу над нею. 5 листопада було створено запис ще незавершеного альбому, з іншим трек-листом, великою кількістю розмов та студійного шуму, явно ще не змікшованих деяких пісень. Пісня «Teo Torriatte» до цього моменту ще не була закінчена, до неї ще потрібно було додати кілька дуже важливих накладеннь. 9 листопада у студії «Wessex» були повністю змікшовані пісні «Long Away», «Drowse» та «Tie Your Mother Down». Робота над цими піснями велася протягом трьох попередніх днів.
16 листопада на студії «Wessex» були змікшовані пісні «The Millionaire Waltz» та «You And I», а 17 та 18 листопада — трек «Teo Torriatte». 19 листопада провели мастеринг альбому, який офіційно завершив роботу над ним. 26 листопада в студії «Advision» шанувальникам та музичній пресі була представлена перша платівка альбому. Робота над «A Day at the Races» тривала близько 16 тижнів, що стало найтривалішим терміном запису альбому для гурту на той час.

## Пісні

### Сторона «А»
Tie Your Mother Down
«Tie Your Mother Down» написав Браян Мей на Тенерифе на початку 1968 року, за два роки до створення «Queen». У той час він працював над докторською дисертацією з астрономії. Мей написав пісню на іспанській гітарі і думав згодом змінити назву та приспів, але коли він її показав гурту для включення до цієї платівки, Фредді Мерк'юрі сподобався оригінал, і її  залишили у тому вигляді, у якому її було написано.
Пісня має інструментальний вступ, що складається з багатошарової гітарної партії й нагадує пісню «White Man», за яким йде тональна конфігурація Шепарда, що повторюється наприкінці «Teo Torriatte», задля створення ефекту «кола» в альбомі. Зростаючий звукоряд другої частини вступу (інтро) було створено шляхом відтворення зворотного запису низхідного звукоряду, зіграного на фісгармонії.
Основну частину пісні можна схарактеризувати як важкий блюз-рок, з агресивним вокалом фронтмена, Мерк'юрі, та слайд-гітарним соло Мея, який виконав більшу частину бек-вокалу.
До пісні знято відеокліп, режисером якого став Брюс Гаверс. Кліп знято у «Nassau Coliseum» на Лонг-Айленді (Нью-Йорк) у лютому 1977 року під час туру гурту в США. Після релізу пісні 1976 року «Queen»грали її під час кожного наступного туру.
You Take My Breath Away
«You Take My Breath Away» написав Мерк'юрі, вона основана на гармонійному мінорному звукоряді. Перед записом Мерк'юрі самотужки виконав її у Гайд-парку, і у альбомній версії пісні всі вокальні та фортепіанні партії виконує він сам.
Незвичайним для «Queen» стало те, що головний вокал Мерк'юрі було записано на три доріжки, задля створення ефекту де «соло-вокал міг би протистояти приспіву».
Між цією і наступною піснями є вокальна інтерлюдія. Вона складається з вокального «напливу», основаного на звуковій петлі багатошарового співу Мерк'юрі, який, повторюючи слова «затамовує подих» («take my breath») — неухильно наростає по гучності, доки не переходить у фразу-відлуння «від тебе у мене затамовує подих» («take my breath away»), після чого він згасає.
Long Away
«Long Away» написав і зіграв Мей. Він використовував дванадцятиструнну електричну гітару «Burns Double Six» для ритм-частин замість своєї «Red Special». Мей хотів використовувати «Rickenbacker», тому що захоплювався Джоном Ленноном, але не зовсім добре справлявся з тонким грифом інструменту. Сингл вийшов в США, Канаді та Новій Зеландії, але ніде не потрапив до чартів.
The Millionaire Waltz
Пісню «The Millionaire Waltz», написав Мерк'юрі, вона стосувалася Джона Ріда (тодішнього менеджера «Queen» та Елтона Джона). Як і «Bohemian Rhapsody», це багатотональна та багатометрова композиція, з різкими переходами аранжування та багатошаровими гітарними «хорами» Мея. Зокрема, вальс розміром у 3/4 метри переривався коротким хард-роковим фрагментом у 12/8 метри. Пісня стала яскравим прикладом виконання Джоном Діконом так званого «головуючого басу» («lead bass»), який чути на самому її початку (коли грають тільки Дікон та Мерк'юрі (бас-гітара та фортепіано/вокал відповідно)).
You and I
«You and I» — єдина пісня альбому, яку написав Дікон. Вона була створена в тональності ре мажор та виконана переважно на фортепіано, за участю Дікона на акустичній гітарі. Пісню ніколи не виконували наживо, вона потрапила до Б-сторони синглу з «Tie Your Mother Down». «You and I» не слід плутати з однойменною піснею Леді Ґаґи, яка є інтерполяцією «We Will Rock You» цього ж гурту, і у якій також грає Браян Мей на гітарі.

### Сторона «Б»
Somebody to Love
«Somebody to Love» написав Мерк'юрі. Натхненням до її написання стала госпел-музика, особливо у виконанні Арети Франклін. Під час запису, Мерк'юрі, Мей, Дікон та Тейлор, використовуючи мультитрекінг, створили ефект 100-голосового госпел-хору. Вокальна партія Мерк'юрі вирізняється широким діапазоном нот, починаючи від Ля другої октави (в останньому хоровому куплеті) до фальцету Ля п'ятої октави (на піку своїх мелізмів у слові «ooh», під час паузи хору). Бувши вірною за звучанням гітарному стилю «Queen», композиція також була наповнена складними гармонійними партіями та соло Мея.
Пісня стала найхітовішим синглом альбому. Вона посіла друге місце у чартах Великої Британії (її змістила з першого місця пісня «Under the Moon of Love» гурту «Showaddywaddy») та 13-е місце у чарті синглів США.
White Man
«White Man» написав Мей, вона оповідала про страждання корінних американців від рук європейських іммігрантів у колоніальний період, причому з точки зору корінних народів. Пісня належить до одних із «найважчих» творів «Queen», як у тематичному, так і в музичному плані. «White Man» була відправною точкою для вокального соло Мерк'юрі під час «A Day at the Races Tour», а під час «News of the World Tour» 1977—78 років — і для вокального соло Мерк'юрі, і для гітарного соло Мея водночас. У більш пізніх турах, «Queen + Пол Роджерс» (2005) і «Rock the Cosmos» (2008), риф з «White Man» використовувався як вступ до пісні «Fat Bottomed Girls».
Good Old-Fashioned Lover Boy
«Good Old-Fashioned Lover Boy» написав Мерк'юрі. Вона починається з фортепіанного та вокального вступу Мерк'юрі, після чого, на початку приспіву, до нього приєднуються бас та ударні. Частину бриджу пісні виконав Майк Стоун (рядки: «Гей, хлопче, звідки це у тебе? Гей, хлопче, де ти навчався?»). Запис доповнений багатошаровим вокалом, а також гітарними «хорами» Мея.
Пісню виконували наживо у телепередачі «Top of the Pops» у червні 1977 року, причому Тейлор виконав партію Стоуна. Більша частина треку увійшла до основного концертного матеріалу під час «A Day at the Races Tour» та «News of the World Tour».
Drowse
«Drowse» — єдина пісня альбому, яку написав Роджер Тейлор, який, окрім гри на барабанах, виконав усі вокальні партії та зіграв на ритм-гітарі; Мей грав на слайд-гітарі. Як і «I'm in Love with My Car», пісня Тейлора з попереднього альбому, «Drowse» написана у розмірі 6/8 метри.
Пісню ніколи не виконували наживо, але репетирували гуртом у складі «Queen + Адам Ламберт» перед концертом Rock Big Ben Live. Вона увійшла до стандартного та делюкс-видання альбому «Queen Forever».
Teo Torriatte (Let Us Cling Together)
«Teo Torriatte (Let Us Cling Together)» стала даниною поваги Мея японським шанувальникам. Її виконували наживо в Токіо під час «Jazz Tour» 1979 року, і повторно, коли гурт відвідав Японію під час «The Game Tour» і «Hot Space Tour» 1981-го та 1982 років відповідно.
Пісня примітна тим, що у ній два приспіви виконуються японською мовою; це одна з трьох пісень «Queen» (решта — «Las Palabras de Amor» з альбому «Hot Space» і «Mustapha» з альбому «Jazz»), в яких цілі куплети або приспіви виконуються іншою, крім англійської, мовами. Звучання пісні представлено фортепіано, пластиковим фортепіано та фісгармонією, на яких грає Мей.
Фісгармонійна мелодія, що завершує пісню, є більш довшою репризою другої частини вступу до «Tie Your Mother Down», першої композиції альбому. Мей описав її як «нескінченну сходинку», інакше знану, особливо в музиці, як тон Шепарда.

## Рецензії
Альбом отримав неоднозначні відгуки тогочасних критиків. Газета «The Washington Post» назвала його «розважливим поєднанням хеві-метал-рокерів і класичних впливів, майже оперних, факельних пісень». Газета «Winnipeg Free Press» також високо оцінила альбом, написавши: «„Races“ — це підтвердження позиції „Queen“ як найкращого з англійських рок-гуртів третьої хвилі». «Circus» дав альбому змішану рецензію, написавши: «З „A Day at the Races“ вони повністю відійшли від артроку. Тепер вони недоумкуваті. І напрочуд безсоромні».
Проте ретроспективні рецензії були позитивними та високо оцінювали альбом. Грег Кот, який написав рецензію для «Chicago Tribune», дав «A Day at the Races» дуже позитивну оцінку, яка повністю збіглася з оцінкою попереднього альбому, і зазначив, що вважає його частиною творчого піку гурту поряд з «A Night at the Opera».
У ретроспективній рецензії редактор AllMusic Стівен Томас Ерлвайн назвав «Tie Your Mother Down» та «Somebody to Love», а також баладу «You Take My Breath Away» найкращими композиціями альбому і сказав, що «A Day at the Races» ознаменував момент, коли «Queen» «вступили в нову фазу, де вони стали титанами, які підкорюють земну кулю, а не аутсайдерами на підспівках». Журнал «Q» написав, що «широта його амбіцій продовжує вражати, як і такі композиції, як топаюча „Tie Your Mother Down“ Мея і барокова двійка Мерк'юрі, „Somebody To Love“ та „Good Old-Fashioned Lover Boy“». Бен Сісаріо, пишучи для «Путівника Rolling Stone по альбомах» (2004), розцінив альбом як «дещо надто передбачуваним» і назвав його «попішним сиквелом „Опери“». Аналогічно, Ейджей Рамірез, пишучи для «PopMatters», схарактеризував альбом як «порівняне пониження» й «непоганий запис, але не ахти», визнаючи водночас, що гурт «тепер уже опанував повністю механіку створення попсових пісень», що принесло їм більше синглів, ніж кожен з попередніх альбомів.
2006 року за результатами опитування слухачів, проведеного BBC Radio 2, альбом «A Day at the Races» посів 67 місце серед найвизначніших альбомом усіх часів. Того ж року, у всесвітньому опитуванні «Книги рекордів Гіннеса» і «NME», призначеного визначенню «Найкращих 100 альбомів усіх часів», «A Day at the Races» посів 87 місце. Він також увійшов до списку «200 найкращих альбомів 70-х» журналів «Classic Rock» і «Metal Hammer», як один з 20 найкращих альбомів 1976 року. Журнал «Out» помістив альбом на 20 місце зі ста в опитуванні «понад 100 акторів, коміків, музикантів, письменників, критиків, виконавців, представників лейблу і ді-джеїв, кожного з яких попросили перерахувати 10 альбомів, які залишили найнезабутніші враження у їхньому житті». У випуску «Списку світових критиків» за 1987 рік, ді-джей «BBC» Пітер Павелл назвав «A Day at the Races» шостим із найвизначніших альбомів всіх часів, а критик Джим Де Рогатіс з «Chicago Sun-Times» включив запис до свого рейтингу «Великі альбоми» 2006 року.

## Реліз

### Альбом
«A Day at the Races» вийшов 10 грудня 1976 року «EMI Records» у Великій Британії і «Elektra Records» в Сполучених Штатах.
Альбом очолив чарти Великої Британії, Японії та Нідерландів. Він досяг п'ятого місця в американському чарті «Billboard Top LPs & Tape» і став третім альбомом «Queen», який отримав золоту сертифікацію в США, а потім здобув ще й платиновий статус у цій країні. 2006 року за результатами опитування слухачів, яке проводили BBC Radio 2, «A Day at the Races» посів 67 місце серед найвизначніших альбомом усіх часів.

#### Перевидання
1991 року альбом був перевиданий як частина ремастерів «Hollywood Records». 1993 року альбом був перевиданий Компанія «Parlophone» також перевидала альбом 1993 року у різних країнах Європи в ремастованому вигляді, іноді зі зміненим трек-листом та таймінгом (через розміщення початку пісні «Tie Your Mother Down» в окремому треку, названому «Intro»). Ці випуски містили новий трек під №1, під назвою «Intro». 1996 року компанія «Mobile Fidelity Sound Lab» випустила ремастер альбому в США на CD (номер UDCD 668) та вінілі (номер MFSL-1-256).
8 листопада 2010 року компанія звукозапису «Universal Music» оголосила про випуск ремастованого і доповненого перевидання альбому у травні 2011 року. Це було частиною нової угоди між «Queen» та «Universal Music», яка ознаменувала собою завершення майже 40-річної співпраці гурту з лейблом «EMI Records». Загалом 2011 року «Universal Music» планували ремастувати та перевидати всі студійні альбоми «Queen», проте остаточно ця робота була завершена 2012 року.

### Сингли
«Somebody to Love» стала першою композицією альбому, що вийшла як сингл 12 листопада 1976 року (EMI 2565), вона досягла 2 місця у чарті Великої Британії. Наступними синглами стали: «Tie Your Mother Down», що вийшла 4 березня 1977 року (EMI 2593) та досягла 31 місця; «Good Old-Fashioned Lover Boy», що вийшла 20 травня 1977 року та доягла 17 місця.
У США «Somebody to Love» вийшла 10 грудня 1976 року (Elektra E45362) та досяг 13 місця. Після цього в березні 1977 року там вийшла «Tie Your Mother Down» (Elektra E45385), що досягла 49 місця. Також обидві пісні вийшли в Японії. Крім цього, пісня «Teo Torriatte» вийшла як сингл суто для Японії.

### Тур
На підтимку альбому гурт провів «A Day at the Races Tour», який проходив з 13 січня по 7 червня 1977 року. Загалом відбулося 60 концертів. Гурт дав концерти у США, Канаді, Великій Британії, Данії, Нідерландах, Німеччині, Швейцарії і Швеції. Великій Британії, США, Японії та Австралії.

## Список пісень
| Сторона «А» | Сторона «А»               | Сторона «А»     | Сторона «А»     | Сторона «А» |
| #           | Назва                     | Автор           | Вокал           | Тривалість  |
| ----------- | ------------------------- | --------------- | --------------- | ----------- |
| 1.          | «Tie Your Mother Down»    | Браян Мей       | Фредді Мерк'юрі | 4:48        |
| 2.          | «You Take My Breath Away» | Фредді Мерк'юрі | Фредді Мерк'юрі | 5:09        |
| 3.          | «Long Away»               | Браян Мей       | Браян Мей       | 3:34        |
| 4.          | «The Millionaire Waltz»   | Фредді Мерк'юрі | Фредді Мерк'юрі | 4:54        |
| 5.          | «You and I»               | Джон Дікон      | Фредді Мерк'юрі | 3:25        |

| Сторона «Б» | Сторона «Б»                             | Сторона «Б»     | Сторона «Б»                 | Сторона «Б» |
| #           | Назва                                   | Автор           | Вокал                       | Тривалість  |
| ----------- | --------------------------------------- | --------------- | --------------------------- | ----------- |
| 6.          | «Somebody to Love»                      | Фредді Мерк'юрі | Фредді Мерк'юрі             | 4:56        |
| 7.          | «White Man»                             | Браян Мей       | Фредді Мерк'юрі             | 4:59        |
| 8.          | «Good Old-Fashioned Lover Boy»          | Фредді Мерк'юрі | Фредді Мерк'юрі і Браян Мей | 2:54        |
| 9.          | «Drowse»                                | Роджер Тейлор   | Роджер Тейлор               | 3:45        |
| 10.         | «Teo Torriatte (Let Us Cling Together)» | Браян Мей       | Фредді Мерк'юрі             | 5:50        |

| Бонус-треки (1991 «Hollywood Records» CD перевидання) | Бонус-треки (1991 «Hollywood Records» CD перевидання)    | Бонус-треки (1991 «Hollywood Records» CD перевидання) |
| #                                                     | Назва                                                    | Тривалість                                            |
| ----------------------------------------------------- | -------------------------------------------------------- | ----------------------------------------------------- |
| 11.                                                   | «Tie Your Mother Down» (1991 бонус-ремікс Метта Воллоса) | 3:44                                                  |
| 12.                                                   | «Somebody to Love» (1991 бонус-ремікс Ренді Бадазза)     | 5:00                                                  |

| 2011: «Universal Records» перевидання бонус-диск | 2011: «Universal Records» перевидання бонус-диск              | 2011: «Universal Records» перевидання бонус-диск |
| #                                                | Назва                                                         | Тривалість                                       |
| ------------------------------------------------ | ------------------------------------------------------------- | ------------------------------------------------ |
| 1.                                               | «Tie Your Mother Down» (мікс 2011)                            | 3:48                                             |
| 2.                                               | «Somebody to Love» (виступ у Milton Keynes, червень 1982)     | 7:55                                             |
| 3.                                               | «You Take My Breath Away» (виступ у Hyde Park, вересень 1976) | 3:06                                             |
| 4.                                               | «Good Old-Fashioned Lover Boy» (Top of the Pops, липень 1977) | 2:51                                             |
| 5.                                               | «Teo Torriatte (Let Us Cling Together)» (HD мікс)             | 4:47                                             |

| 2011: iTunes делюкс-видання бонус-відео | 2011: iTunes делюкс-видання бонус-відео              | 2011: iTunes делюкс-видання бонус-відео |
| #                                       | Назва                                                | Тривалість                              |
| --------------------------------------- | ---------------------------------------------------- | --------------------------------------- |
| 6.                                      | «You Take My Breath Away» (виступ у Earls Court '77) |                                         |
| 7.                                      | «Tie Your Mother Down» (виступ у Milton Keynes '82)  |                                         |
| 8.                                      | «Somebody to Love»                                   |                                         |

## Кліпи до альбому
1. «Tie Your Mother Down» — кліп у вигляді концертного виступу був записаний в «Nassau Coliseum» (США). Записи — з концерту, звук — студійний.
2. «Somebody to Love» — відео на улюблену пісню Фредді Мерк'юрі. Являє собою компіляцію спеціальних студійних і концертних записів.
3. «Good Old-Fashioned Lover Boy» — кліп зібраний 1992 року з плівки, відзнятої 1977-го, який увійшов до збірки «Greatest Video Hits I» разом з іншими, оригінальними кліпами.

## Учасники запису
Queen
- Фредді Мерк'юрі – головний вокал (1, 2, 4-8, 10), бек-вокал (всі, крім 9), піаніно (2, 4-6, 8)
- Браян Мей – електрогітара (всі треки), бек-вокал (1, 3-8, 10), головний вокал (3), клавішні (10), фісгармонія (1, 10)
- Роджер Тейлор – ударні (всі, крім 2), бек-вокал (всі, крім 2), перкусія (1, 2, 8, 10), головний вокал (9), акустична гітара (9), ритм-гітара (9)
- Джон Дікон – бас-гітара (всі треки), акустична гітара (5)

Додатковий персонал
- Майк Стоун[en] – додатковий вокал (8)

## Чарти
| Чарт (1976-1977)                                     | Позиція |
| ---------------------------------------------------- | ------- |
| Австралія Australian Albums (Kent Music Report)      | 8       |
| Австрія Austrian Albums (Ö3 Austria)                 | 8       |
| Канада Canada Top Albums/CDs (RPM)                   | 4       |
| Нідерланди Dutch Albums (MegaCharts)                 | 1       |
| Фінляндія (The Official Finnish Charts)              | 4       |
| Німеччина German Albums (Offizielle Top 100)         | 10      |
| Японія Japanese Albums (Oricon)                      | 1       |
| Нова Зеландія New Zealand Albums (Recorded Music NZ) | 11      |
| Норвегія Norwegian Albums (VG-lista)                 | 3       |
| Швеція Swedish Albums (Sverigetopplistan)            | 8       |
| Велика Британія UK Albums (OCC)                      | 1       |
| США Billboard 200                                    | 5       |

| Чарт (2019)                                | Позиція |
| ------------------------------------------ | ------- |
| Бельгія Belgian Albums (Ultratop Wallonia) | 154     |

| Чарт (2021)                 | Позиція |
| --------------------------- | ------- |
| Польща Polish Albums (ZPAV) | 48      |

| Чарт (1977)                       | Позиція |
| --------------------------------- | ------- |
| Австралія Australian Albums Chart | 45      |
| Канада Canadian Albums Chart      | 38      |
| Японія Japanese Albums Chart      | 24      |
| Велика Британія UK Albums Chart   | 45      |

## Сертифікації
| Регіон                                                                                          | Сертифікація | Продажі    |
| ----------------------------------------------------------------------------------------------- | ------------ | ---------- |
| Бельгія (BEA)                                                                                   | Золотий      | 25 000*    |
| Канада (Music Canada)                                                                           | Платиновий   | 100 000^   |
| Німеччина (BVMI)                                                                                | Золотий      | 250 000^   |
| Japan (Oricon Charts)                                                                           | —            | 135,000    |
| Нідерланди (NVPI)                                                                               | Платиновий   | 100 000^   |
| Польща (ZPAV)                                                                                   | Платиновий   | 20 000*    |
| Південна Африка (RISA)                                                                          | Золотий      | 25 000*    |
| Велика Британія (BPI)                                                                           | Золотий      | 100 000^   |
| США (RIAA)                                                                                      | Платиновий   | 1 000 000^ |
| *продажі, що базуються лише на сертифікаціях ^відвантаження, що базуються лише на сертифікаціях |              |            |